# Stazione di Wakayama
La stazione di Wakayama (和歌山駅?, Wakayama-eki) è una stazione ferroviaria della città di Wakayama, nella prefettura omonima in Giappone. La stazione è gestita dalla JR West ed è capolinea per la linea Hanwa, per la linea principale Kisei e per la linea Wakayama. Fermano inoltre i treni della linea Kishigawa delle Ferrovie di Wakayama.

## Linee e servizi
JR West
■ Linea Hanwa
■ Linea Wakayama
■ Linea principale Kisei (linea Kinokuni)
Ferrovie di Wakayama
■ Linea Kishigawa

## Struttura
La stazione è costituita da due marciapiedi laterali e tre a isola, con otto binari passanti totali, collegati da sottopassaggi e sovrappassaggi. 
| JR West              | 1   | ■ Linea Hanwa     | per Tennōji, Shin-Ōsaka e Kyoto          | Espresso Limitato Kuroshio |
| JR West              | 2-3 | ■ Linea Hanwa     | per Hineno, Ōtori, Tennōji e Osaka       | Locali e rapidi            |
| JR West              | 4-5 | ■ Linea Kinokuni  | per Gobō, Kii-Tanabe, Shirahama e Shingū | Espr. Lim. dal binario 4   |
| JR West              | 4-5 | ■ Linea Hanwa     | per Hineno, Ōtori, Tennōji e Osaka       | alcuni rapidi              |
| JR West              | 7   | ■ Linea Wakayama  | per Kokawa, Hashimoto, Gojō e Ōji        |                            |
| JR West              | 8   | ■ Linea Kisei     | per Kiwa e Wakayamashi                   |                            |
| Ferrovie di Wakayama | 9   | ■ Linea Kishigawa | per Kōtsū Center-mae e Kishi             |                            |

## Stazioni adiacenti
| ≪               | Servizio                                         | ≫           |
| Linea Hanwa     | Linea Hanwa                                      | Linea Hanwa |
| --------------- | ------------------------------------------------ | ----------- |
| Kii-Nakanoshima | Locale Rapido Regionale1 Rapido B Rapido Kishūji | Capolinea   |
| Musota          | Rapido Rapido Diretto Rapido Kishūji2            | Capolinea   |
| Linea Wakayama  |                                                  |             |
| Tainose         | Locale                                           | Capolinea   |
| Iwade           | Rapido                                           | Capolinea   |
| Linea Kinokuni  |                                                  |             |
| Miyamae         | Locale                                           | Capolinea   |
| Kimiidera       | Rapido                                           | Capolinea   |
| Linea Kisei     |                                                  |             |
| Capolinea       | Locale                                           | Kiwa        |
| Linea Kishigawa |                                                  |             |
| Capolinea       | Locale                                           | Tanakaguchi |

Note
1: Il Rapido Regionale ferma solo in direzione Osaka
2: Il Rapido Kishūji ferma solo la mattina e la sera